# Liga Pro
Liga Pro, competiție cunoscută și cu numele de Serie A sau Primera A este primul eșalon din sistemul competițional fotbalistic din Ecuador.

## Echipele din sezonul 2010
| Club                     | Oraș      | Stadion                    | Primul sezon | Ultima promovare | Ultimul titlu |
| ------------------------ | --------- | -------------------------- | ------------ | ---------------- | ------------- |
| Barcelona                | Guayaquil | Monumental Banco Pichincha | 1957         | 1965             | 1997          |
| Deportivo Cuenca         | Cuenca    | Alejandro Serrano Aguilar  | 1971         | 2002             | 2004          |
| Deportivo Quito          | Quito     | Olímpico Atahualpa         | 1957         | 1980             | 2009          |
| El Nacional              | Quito     | Olímpico Atahualpa         | 1964         | 1980             | 2006          |
| Emelec                   | Guayaquil | George Capwell             | 1957         | 1981             | 2002          |
| ESPOLI                   | Quito     | Etho Vega                  | 1994         | 2008             | N/A           |
| Independiente José Terán | Sangolquí | Rumiñahui                  | 2010         | 2010             | N/A           |
| LDU Quito                | Quito     | La Casa Blanca             | 1960         | 2002             | 2007          |
| Macará                   | Ambato    | Bellavista                 | 1960         | 2006             | N/A           |
| Manta FC                 | Manta     | Jocay                      | 2003         | 2009             | N/A           |
| Olmedo                   | Riobamba  | Olímpico de Riobamba       | 1971         | 2004             | 2000          |
| Universidad Católica     | Quito     | Olímpico Atahualpa         | 1965         | 2010             | N/A           |

## Campioni după ani
| An     | Campioană        | Locul secund          | Golgeter(i)                                    | Goluri           | Club                                      |
| ------ | ---------------- | --------------------- | ---------------------------------------------- | ---------------- | ----------------------------------------- |
| 1957   | Emelec           | Barcelona             | Simón Cañarte                                  | 4                | Barcelona                                 |
| 1958   | Nu s-a organizat | Nu s-a organizat      | Nu s-a organizat                               | Nu s-a organizat | Nu s-a organizat                          |
| 1959   | Nu s-a organizat | Nu s-a organizat      | Nu s-a organizat                               | Nu s-a organizat | Nu s-a organizat                          |
| 1960   | Barcelona        | Emelec                | Enrique Cantos                                 | 8                | Barcelona                                 |
| 1961   | Emelec           | Patria                | Galo Pinto                                     | 12               | Everest                                   |
| 1962   | Everest          | Barcelona             | Iris López                                     | 9                | Barcelona                                 |
| 1963   | Barcelona        | Emelec                | Carlos Alberto Raffo                           | 4                | Emelec                                    |
| 1964   | Deportivo Quito  | El Nacional           | Jorge Valencia                                 | 8                | América de Manta                          |
| 1965   | Emelec           | 9 de Octubre          | Helio Cruz                                     | 8                | Barcelona                                 |
| 1966   | Barcelona        | Emelec                | Coutinho                                       | 13               | LDU Quito                                 |
| 1967   | El Nacional      | Emelec                | Tom Rodríguez                                  | 16               | El Nacional                               |
| 1968   | Deportivo Quito  | Barcelona             | Victor Battaini                                | 19               | Deportivo Quito                           |
| 1969   | LDU Quito        | América de Quito      | Francisco Bertocchi                            | 26               | LDU Quito                                 |
| 1970   | Barcelona        | Emelec                | Rómulo Dudar Mina                              | 19               | Macará                                    |
| 1971   | Barcelona        | América de Quito      | Alfonso Obregón                                | 18               | LDU Portoviejo                            |
| 1972   | Emelec           | El Nacional           | Nelsinho                                       | 24               | Barcelona                                 |
| 1973   | El Nacional      | Universidad Católica  | Ángel Marín                                    | 18               | América de Quito                          |
| 1974   | LDU Quito        | El Nacional           | Ángel Liciardi                                 | 19               | Deportivo Cuenca                          |
| 1975   | LDU Quito        | Deportivo Cuenca      | Ángel Liciardi                                 | 36               | Deportivo Cuenca                          |
| 1976   | El Nacional      | Deportivo Cuenca      | Ángel Liciardi                                 | 35               | Deportivo Cuenca                          |
| 1977   | El Nacional      | LDU Quito             | Fabián Paz y Miño                              | 27               | El Nacional                               |
| 1978   | El Nacional      | Técnico Universitario | Juan José Pérez                                | 24               | LDU Portoviejo                            |
| 1979   | Emelec           | Universidad Católica  | Carlos Miori                                   | 26               | Emelec                                    |
| 1980   | Barcelona        | Técnico Universitario | Miguel Gutierrez                               | 26               | América de Quito                          |
| 1981   | Barcelona        | LDU Quito             | Paulo Cesar                                    | 25               | LDU Quito                                 |
| 1982   | El Nacional      | Barcelona             | José Villafuerte                               | 25               | El Nacional                               |
| 1983   | El Nacional      | 9 de Octubre          | Paulo César                                    | 28               | Barcelona                                 |
| 1984   | El Nacional      | 9 de Octubre          | Sergio Saucedo                                 | 25               | Deportivo Quito                           |
| 1985   | Barcelona        | Deportivo Quito       | Juan Carlos de Lima Guga                       | 24               | Universidad Católica Esmeraldas Petrolero |
| 1986   | El Nacional      | Barcelona             | Juan Carlos de Lima                            | 23               | Deportivo Quito                           |
| 1987   | Barcelona        | Filanbanco            | Ermen Benitez Hamilton Cuvi Waldemar Victorino | 24               | El Nacional Filanbanco LDU Portoviejo     |
| 1988   | Emelec           | Deportivo Quito       | Janio Pinto                                    | 18               | LDU Quito                                 |
| 1989   | Barcelona        | Emelec                | Ermen Benítez                                  | 18               | El Nacional                               |
| 1990   | LDU Quito        | Barcelona             | Ermen Benítez                                  | 33               | El Nacional                               |
| 1991   | Barcelona        | Valdez                | Pedro Varela                                   | 24               | Delfín                                    |
| 1992   | El Nacional      | Barcelona             | Carlos Muñoz                                   | 19               | Barcelona                                 |
| 1993   | Emelec           | Barcelona             | Diego Herrera                                  | 21               | LDU Quito                                 |
| 1994   | Emelec           | El Nacional           | Manuel Uquillas                                | 25               | ESPOLI                                    |
| 1995   | Barcelona        | ESPOLI                | Manuel Uquillas                                | 24               | Barcelona                                 |
| 1996   | El Nacional      | Emelec                | Ariel Graziani                                 | 28               | Emelec                                    |
| 1997   | Barcelona        | Deportivo Quito       | Ariel Graziani                                 | 24               | Emelec                                    |
| 1998   | LDU Quito        | Emelec                | Iván Kaviedes                                  | 43               | Emelec                                    |
| 1999   | LDU Quito        | El Nacional           | Christian Botero                               | 25               | Macará                                    |
| 2000   | Olmedo           | El Nacional           | Alejandro Kenig                                | 25               | Emelec                                    |
| 2001   | Emelec           | El Nacional           | Carlos Juárez                                  | 17               | Emelec                                    |
| 2002   | Emelec           | Barcelona             | Christian Carnero                              | 26               | Deportivo Quito                           |
| 2003   | LDU Quito        | Barcelona             | Ariel Graziani                                 | 23               | Barcelona                                 |
| 2004   | Deportivo Cuenca | Olmedo                | Ebelio Ordóñez                                 | 24               | El Nacional                               |
| 2005 A | LDU Quito        | Barcelona             | Wilson Segura                                  | 21               | LDU Loja                                  |
| 2005 C | El Nacional      | Deportivo Cuenca      | Omar Guerra                                    | 21               | Aucas                                     |
| 2006   | El Nacional      | Emelec                | Luis Miguel Escalada                           | 29               | Emelec                                    |
| 2007   | LDU Quito        | Deportivo Cuenca      | Juan Carlos Ferreyra                           | 17               | Deportivo Cuenca                          |
| 2008   | Deportivo Quito  | LDU Quito             | Pablo Palacios                                 | 20               | Barcelona                                 |
| 2009   | Deportivo Quito  | Deportivo Cuenca      | Claudio Bieler                                 | 22               | LDU Quito                                 |

## Titluri după club
| Echipă           | Nr. de titluri | Ani                                                                            |
| ---------------- | -------------- | ------------------------------------------------------------------------------ |
| Barcelona        | 13             | 1960, 1963, 1966, 1970, 1971, 1980, 1981, 1985, 1987, 1989, 1991, 1995, 1997   |
| El Nacional      | 13             | 1967, 1973, 1976, 1977, 1978, 1982, 1983, 1984, 1986, 1992, 1996, 2005 C, 2006 |
| Emelec           | 10             | 1957, 1961, 1965, 1972, 1979, 1988, 1993, 1994, 2001, 2002                     |
| LDU Quito        | 9              | 1969, 1974, 1975, 1990, 1998, 1999, 2003, 2005 A, 2007                         |
| Deportivo Quito  | 4              | 1964, 1968, 2008, 2009                                                         |
| Deportivo Cuenca | 1              | 2004                                                                           |
| Olmedo           | 1              | 2000                                                                           |
| Everest          | 1              | 1962                                                                           |

## Golgeterii ligii
Ecuadorianul Ermen Benítez este golgeterull ligii din toate timpurile, înscriind 191 de goluri în 25 de sezoane. Acesta deține recordul pentru cele mai multe goluri înscrise pentru o echipă .
| Loc | Jucător           | Club(uri)             | Ani                | Goluri | Golgeteri |
| --- | ----------------- | --------------------- | ------------------ | ------ | --------- |
| 1   | Ermen Benítez     | El Nacional           | 1980–90            | 154    | 191       |
| 1   | Ermen Benítez     | Barcelona             | 1991–92            | 19     | 191       |
| 1   | Ermen Benítez     | LDU Quito             | 1993               | 1      | 191       |
| 1   | Ermen Benítez     | Green Cross           | 1994               | 12     | 191       |
| 1   | Ermen Benítez     | LDU Portoviejo        | 1995               | 5      | 191       |
| 2   | Jorge Ron         | El Nacional           | 1972–79            | 94     | 181       |
| 2   | Jorge Ron         | Universidad Católica  | 1980–84            | 73     | 181       |
| 2   | Jorge Ron         | Macará                | 1986               | 6      | 181       |
| 2   | Jorge Ron         | Aucas                 | 1987               | 8      | 181       |
| 3   | Ebelio Ordóñez    | Técnico Universitario | 1996               | 13     | 159       |
| 3   | Ebelio Ordóñez    | El Nacional           | 1997–2004; 2006–07 | 137    | 159       |
| 3   | Ebelio Ordóñez    | Emelec                | 2005               | 0      | 159       |
| 3   | Ebelio Ordóñez    | Deportivo Quito       | 2008; 2009–present | 9      | 159       |
| 4   | Ángel Liciardi    | Emelec                | 1970–71            | 8      | 154       |
| 4   | Ángel Liciardi    | Deportivo Cuenca      | 1972; 1974–77      | 132    | 154       |
| 4   | Ángel Liciardi    | Barcelona             | 1978               | 14     | 154       |
| 5   | Fabián Paz y Miño | El Nacional           | 1972–88            | 153    | 153       |
| 6   | Geovanny Mera     | Técnico Universitario | 1980–83; 1997–98   | 42     | 150       |
| 6   | Geovanny Mera     | El Nacional           | 1984–87; 1996      | 41     | 150       |
| 6   | Geovanny Mera     | Macará                | 1988–89            | 22     | 150       |
| 6   | Geovanny Mera     | Deportivo Quito       | 1990–92; 1994      | 33     | 150       |
| 6   | Geovanny Mera     | ESPOLI                | 1995               | 12     | 150       |